# 34302 Riagalanos
34302 Riagalanos è un asteroide della fascia principale. Scoperto nel 2000, presenta un'orbita caratterizzata da un semiasse maggiore pari a 2,3163923 au e da un'eccentricità di 0,0899054, inclinata di 4,90610° rispetto all'eclittica.